# Ghiacciaio DeBreuck
Il ghiacciaio DeBreuck è un ghiacciaio tributario lungo circa 15 km situato nella regione sud-occidentale della Dipendenza di Ross, nell'Antartide orientale. Il ghiacciaio, il cui punto più alto si trova a circa 2200 m s.l.m., si trova nella regione settentrionale dei monti della Regina Elisabetta, nell'entroterra della costa di Shackleton, e fluisce dapprima verso nord-est, per voi virare verso nord e unire il proprio flusso a quello del ghiacciaio Kent nei pressi delle pendici orientali del monte Tedrow.

## Storia
Il ghiacciaio DeBreuck è stato mappato da membri dello United States Geological Survey (USGS) grazie a fotografie aeree scattate dalla marina militare statunitense nel periodo 1960-62, e così battezzato dal Comitato consultivo dei nomi antartici in onore di William DeBreuck, un glaciologo belga del Programma Antartico degli Stati Uniti d'America di stanza alla base di ricerca Amundsen-Scott nella stagione 1962-63, il quale nel 1967 prese anche parte alla terza parte della traversata Polo Sud - Terra della Regina Maud.